# Литл-Америка (антарктическая станция)
Литл-Америка (англ. Little America, в пер. Маленькая Америка) — исследовательская американская база в Антарктике. Её местоположение менялось пять раз из-за сползания в море шельфового ледника, на котором она располагалась.
Литл-Америка расположена в Западной Антарктике, на восточном краевой части шельфового ледника Росса, районе Китовой бухты и бухты Кайман. База была основана в 1929 году американским полярным лётчиком и путешественником Ричардом Бэрдом. Часто использовалась самим Бэрдом и исследователями после него при изучении Антарктического континента.
Ричард Бэрд возглавил выступившую из Литл-Америки в 1929 году первую Антарктическую экспедицию, которая использовала аэропланы, и он же был первым кто достиг Южный полюс воздушным путём, пролетев на своём самолёте над полюсом. На преодоление расстояния, отделявшее Литл Америку от Южного полюса, у американского исследователя ушло всего несколько часов, в то время как его предшественникам, экспедициям Руаля Амундсена и Роберта Скотта на это потребовались месяцы. Бэрд был также первым человеком, увидевшим Южный полюс после английского путешественника Роберта Скотта. Так как лётчик посадить самолёт на полюсе не мог, он только сбросил над ним американский флаг.
На Литл-Америке была также создана первая на 6-м континенте радиостанция, постоянно транслировавшая как собственные программы, так и радиопередачи из США, находившихся на расстоянии 11 тысяч миль от Антарктиды.
Большой интерес у филателистов вызывает почтовая корреспонденция, приходившая из базы Литл-Америка, со специальным почтовым штемпелем.
В марте 1934 года Бэрд начинает проводить работы по изучению погодных и геофизических условий во внутренних районах континента. С этой целью он покидает полярную базу. Углубившись в зимнее время, в условиях экстремального холода и темноты, исследователь тяжело заболевает и по радио просит станцию о помощи. Несмотря на то, что сообщение Бэрда было расшифровано неправильно, полярники снарядили экспедицию на его поиски, и в августе 1934 года вышли к нему. В октябре исследователь был доставлен наконец на Литл-Америку. Наиболее низкая температура, зафиксированная Бэрдом во время его исследований зимой 1934 года, составила −82 °F, что равняется −63 °C.
В 1950-е годы Литл-Америка служила американской научной базой при проведении исследовательских программ по Южному полюсу во время Международного геофизического года (1957).